# Carlos Veerhoff
Carlos Enrique Veerhoff (3 de junio 1926, Buenos Aires - † 18 de febrero 2011, Murnau) fue un compositor de música clásica germano-argentino. Germanizó su segundo nombre más tarde, variándolo primero entre "Heiner" y "Heinrich", pero más tarde lo fijó en "Carlos Heinrich Veerhoff".

## Vida y obra
Nació con su hermano gemelo Wolfgang Otto bebés tan prematuros. Como su padre solo pudo encontrar un hospital con incubadora, dos días después, su fecha de nacimiento en el acta de nacimiento es el 5 de junio de 1926.
Su padre Heinrich era alemán y jefe de una empresa propia en Buenos Aires. La madre Karla Veerhoff era violinista e hija del conductor Karl Panzner y la cantante Ida Panzner.
La familia Veerhoff se trasladó de nuevo a Alemania en 1930, debido a un cambio de trabajo del padre, pero ya en 1933 la familia se trasladó a Sudáfrica. El campo y la manera de vivir en África tuvieron un gran impacto en el joven Carlos Veerhoff y estas impresiones encontraron su camino en varias composiciones de sus últimos años.
Al lado de las impresiones de África, otra experiencia en el momento en Sudáfrica fue importante para Carlos Veerhoff: En 1935 la primera aerolínea de Sudáfrica fue fundada y el joven Carlos tuvo la oportunidad de participar en un vuelo de placer. Después de esta ocasión se desarrolló un enorme interés en las técnicas de vuelo, que sólo fue sustituido más tarde por la música. Pero Carlos Veerhoff mantuvo su adicción a las ciencias naturales de toda su vida.
Tras el regreso de la familia Veerhoff a Alemania en 1935, Carlos comenzó a asistir a conciertos de música orquestal y de cámara. También la música que se ejecuta en su casa - su padre era un buen pianista y su madre una violinista profesional - contribuyó a su futuro interés por la música clásica. Este desarrollo concluyó en el hecho de que Carlos Veerhoff decidió a la edad de 15 convertirse en compositor. En ese momento él tomó su primera lección de teoría de composición y en 1942 se convirtió en un estudiante de la "Musisches Gymnasium" en Frankfurt am Main.
Después de un corto período de sies días como soldado en la Segunda Guerra Mundial en el que resultó herido, Veerhoff continuó sus estudios de composición en la Universität der Künste de Berlín con Hermann Grabner y más tarde privadamente con Kurt Thomas, y clases de piano con Walter Gieseking. Durante un período de confinamiento en 1946 en Düsseldorf estudió con Walter Braunfels (composición) y con Günter Wand (conductor) en la Hochschule für Musik und Tanz Köln. En 1947 se trasladó a Argentina y enseñó teoría de la música en la Universidad Nacional de Tucumán en el Departamento Musical, recién fundado por Ernst von Dohnányi. También en ese período tomó lecciones conducción con Hermann Scherchen en Buenos Aires.
En 1950 Ferenc Fricsay estaba buscando una composición de un compositor argentino para un próximo concierto en Buenos Aires. A partir de una selección de composiciones eligió el "Musica concertante para orquesta de cámara" de Carlos Veerhoff y más tarde dirigió el estreno mundial. Fricsay le ofreció un puesto como asistente, por lo que Veerhoff acompañó a Fricsay a Berlín. Pero desde su punto de vista el ambiente en Alemania era anti-artístico, por lo que regresó a la Argentina solo un año más tarde.
En las décadas siguientes, creó docenas de composiciones de las cuales casi todas fueron ejecutadas en público. En muchos casos reconocidos y aclamados músicos realizaron los estrenos mundiales de sus obras: Hans Rosbaud (estreno de "Mirages"), Ruggiero Ricci (estreno del concierto para violín N º 1), Ladislav Kupkovic  (estreno de "Gesänge aus Samsara" y la Sinfonía N º 4), Gerhard Oppitz (estreno del Concierto para piano N º 2), Thomas Zehetmair (estreno del concierto para violín N º 2 ) o Peter Sadlo (estreno del concierto para percusión N º 2).
A pesar de su éxito y de las ejecuciones de su música, continuó estando afuera del mundo musical:
 "Carlos Veerhoff continuó siendo un compositor en el ámbito musical alemán, que no seguían las modas de composición en voga. Él se llamó a sí mismo "fuera de las camarillas" y pagó esa libertad con el hecho de que nunca se le ofreció una cátedra y no podía encontrar una editorial conocida para sus composiciones. En el círculo de compositores y críticos alemanes influyentes él nunca fue aceptado como un verdadero vanguardista, porque su uso del dodecafonismo fue poco ortodoxo y fuera de todos los aspectos contemporáneos siempre mantuvo las referencias a la tradición."
Debido a su exclusión del mundo musical en Alemania, retornaba a menudo a Argentina. Solo fue a partir de 1970 que se radicó definitivamente en Alemania. Desde 1988, vivió en Murnau (Baviera), cerca de Múnich. Su colección de documentos se encuentra en la Bayerische Staatsbibliothek y en un archivo privado.

## Composiciones

### Orquesta
Seis sinfonías
- Op. 9: 1. Sinfonía  Panta Rhei Sinfónica  (1953-1954, estreno 14 de septiembre de 1961)
- Op. 15: 2. Symphony (1958, estreno 1958)
- Op. 22: 3. Sinfonía  Spirales  (1968, versión revisada 1971, estreno 1968)
- Op. 32: 4. Sinfonía (1972 a 1973, estreno 1979)
- Op. 43: 5. Sinfonía para cuerdas (1975)
- Op. 70: 6. Sinfonía  Desiderata  para narrador, 3 solistas, coro y orquesta (1985 a 1996, estreno: 30 de abril de 1997, Leipzig)
- Op. 0: Música concertante, para orquesta de cámara (1950, estreno 1950)
- Op. 3: Sinfonische Inventionen, para orquesta (1951, estreno 1952)
- Op. 5: Movimiento Sinfónico, para orquesta (1952, estreno 1955)
- Op. 16: Mirages, para orquesta (1961, estreno 1962)
- Op. 18: Prolog, para orquesta (1956, estreno 1966)
- Op. 20: Gesänge auf den Wege, para barítono y orquesta (1966, estreno 1967)
- Op. 21: Akróasis, para orquesta (1966, estreno 1966)
- Op. 26: textura, para orquesta de cuerdas (1970, estreno 1971)
- Op. 29: Sinotrauc, para orquesta (1972, estreno 1972)
- Op. 30: Torso, para orquesta (1972, estreno 1972)
- Op. 39: Dorefami, para orquesta (1974, estreno 1981)
- Op. 45: Concertino da camera (1978, estreno 1979)
- Op. 59: 5 Bagatellen para orquesta de viento (1974)

### Conciertos
- Op. 40: 1. Concierto para violín (1976, estreno 1977)
- Op. 44: 1. Concierto para piano (1978-79, estreno 1979)
- Op. 46: 1. Concierto para percusión (1982, estreno 1984)
- Op. 55: Concierto para 2 violines y orquesta (1983, estreno 1984)
- Op. 63: Concierto para violonchelo, contrabajo y orquesta (1990, estreno 1990)
- Op. 66: 2. Concierto para piano (1989, estreno 1990)
- Op. 67: 2. concierto para percusión (1994, estreno 1994)
- Op. 69: 2. Concierto para violín (1992, estreno 1993)
- Op. 72: 3. Concierto para piano (2005, estreno : 6. 02 2009, Múnich, Música Viva)

### Música de cámara
- Op. 1: 1. Cuarteto de cuerda (1949, estreno 1951)
- Op. 7: Mosaicos, para piano (1952, estreno 1954)
- Op. 10: Sonant para violín solo (1956, revisión 1974, estreno 1974)
- Op. 11: Kaleidoskop, para piano (1953)
- Op. 14: 1. Quinteto de viento para flauta, oboe, clarinete, fagot y corno (1961, estreno 1961)
- Op. 25: Diálogos 1, para saxofón y piano (1966, estreno 1966)
- Op. 27: 2. Quinteto de viento (1972, estreno 1973)
- Op. 33: 2. Cuarteto de cuerda (1972, estreno 1974)
- Op. 37: 1. Quinteto para instrumento de metal para 2 trompetas, trompa, trombón y tuba (1975, estreno 1975)
- Op. 41: Nonett (1976, estreno 1977)
- Op. 47: Sonata para violín y piano (1982, estreno 1983)
- Op. 48: Divertimento per tre, para violín, contrabajo y clarinete (1979, estreno 1980)
- Op. 49: Sonant Nr.2 para violonchelo y contrabajo (1982, estreno 1982)
- Op. 50: Moments Musicaux, para saxo, acordeón y percusión (1982, estreno 1982)
- Op. 52: 2. Quinteto para instrumento de metal (1982, estreno 1983)
- Op. 53: Sonata para piano (1985, estreno 1988)
- Op. 56: 1. Trío de cuerdas (1983, estreno 1987)
- Op. 58: 7 mal 1, para el solo de percusión (1987, estreno 1987)
- Op. 60: Balada para acordeón (1986, estreno 1986)
- Op. 61: Diálogos 2, para viola y percusión (1986, estreno 1987)
- Op. 62: 2. Trío de cuerdas (1991, estreno 1991)
- Op. 64: Schlagzeug solo (sin terminar)
- Op. 65: Aphorismen de solista de viola (1990, estreno 1992)
- Op. 68: Trío para trompa, violín y piano (1992, estreno 1992)
- Op. 71: Sonata para viola y piano (1999, estreno 2000)

### Música vocal
- O. op.: Canciones para voz aguda (1952, estreno 1952)
- Op. 2: Altdeutsche Lieder, para soprano y piano (1951, estreno 1951)
- Op. 4: Lieder vom Meer, para barítono y piano (1951, estreno 1951)
- Op. 6: Heitere Lieder, para barítono y piano (1951, estreno 1952)
- Op. 19: Cantos para alta voz y 7 instrumentos sobre poemas de Hans Magnus Enzensberger (1965, estreno 21. 08 1966, Darmstadt)
- Op. 24: Ut omnes unum sint, por bajo y 4 vientos (1975, estreno 1989)
- Op. 38: Ringelnatz-Duette, para soprano, contralto y piano (1975, estreno 1975)
- Op. 51: Pater Noster, para coro y orquesta (1985, estreno 1988)
- Op. 54: Alpha-Zeta Burleske para A-cappella-estribillo (1986, estreno 2002)
- Op. 57: Allegretto Cabaretto, para voz, piano y percusión

### Música de escena
- Pavana real , ballet (1949-1950)
- Targusis  (Carlos H. Veerhoff), ópera, op. 13 (1955-1958)
- El porquerizo del rey  (Hans Christian Andersen), ballet, op. 12 (1958-1962; estreno 1963 Buenos Aires)
- Tanz des Lebens / Der letzte Gast  (Fred Schneckenberger), títeres-ópera, op. 17 (1962/63; estreno 1963 Zürich)
- Die Goldene Maske  (Carlos H Veerhoff), ópera, op. 23 (1967-1968)
- Es gibt noch Zebrastreifen  (Edith Sartorius), miniatura-ópera, op. 28 (1971; 1973 estreno Ulm)
- Die Manipulatoren  (Carlos H Veerhoff), miniatura-ópera, op. 31 (1971), sin terminar
- Dualis , ballet, op. 42 (1975/76; estreno 1976 München)
- Der Grüne  (Carlos H. Veerhoff), miniatura-ópera, op. 34 (1982), sin terminar
- Der Schützling  (Ephraim Kishon / Carlos H. Veerhoff), ópera, op. 56 (1990)
- Maná  (Carlos H. Veerhoff), ópera, op.73 (2007)
- Gesänge aus Sangsara  para soprano, cinta adhesiva, voces y orquesta, el juego de radio, op. 36 (1976, estreno 6 de nov. 1978, Stuttgart)

## Literatura
- Franzpeter Messmer / Thomas Schipperges / Verena Weidner / Günther Weiß: . Carlos H. Veerhoff  ('. Komponisten en Bayern Bd 47'. = , Hg Alexander L. Suder), Verlag Hans Schneider, Tutzing 2006, ISBN 3-7952-1201-4
- Thomas Schipperges.  Veerhoff, Carlos H.  En:  der Komponisten Gegenwart , ed. de Hanns-Werner Heister & Walter-Wolfgang Sparrer, 10. Nachlieferung, texto + kritik, Múnich 1996
- Thomas Schipperges:  Veerhoff, Carlos H.  En:  Musik in Geschichte und Gegenwart (MGG).  2ª ed. v. 16:  Strat - Vil, Personenteil . Bärenreiter-Verlag, Stuttgart 2006 und Kassel, p. 1377-1379, ISBN 3-476-41031-5
- Wilfried Wolfgang Bruchhaeuser (ed.) . Der Komponisten Gegenwart im Deutschen Komponisten-Verband  Deutscher Verlag Komponisten-Verband, Berlín 1985, p. 752

- Datos: Q1043278